# Þór Akureyri
Íþróttafélagið Þór é uma agremiação islandesa, fundada a 6 de junho de 1915, sediada em Akureyri.

## História
O futebol faz parte de uma ampla gama de outros esportes que incluem basquetebol, handebol e taekwondô, além do futebol feminino. Seu principal rival é outro clube desportivo de Akureyri chamado KA. Þór e KA fundiram seus clubes de handebol para formar o handboltafélag Akureyri antes da temporada 2006-2007 na Islândia. É o clube mais antigo da cidade de Akureyri.

## Títulos

### Basquete
- Primeira divisão (5):
  - 1966-67, 1976–77, 1993–94, 2004–05, 2006–07;

- Segunda divisão (2):
  - 1981-82, 2002–03;